# Cryptomonnaie
Une cryptomonnaie ou crypto-monnaie, dite aussi cryptoactif, cryptodevise, monnaie cryptographique ou encore cybermonnaie ou encore jeton numérique, est une monnaie électronique (actif numérique) émise de pair à pair, sans nécessiter de banque ou de banque centrale ni d'intermédiaire humain. Elle est utilisable au moyen d'un réseau informatique décentralisé basé sur une blockchain intégrant des technologies de cryptographie pour les processus d'émission et de règlement des transactions.
Apparus en 2009 avec le Bitcoin et sa blockchain (ou chaîne de blocs), des centaines d'autres cryptoactifs se sont ensuite développés, aussi dits Altcoins (mot valise combinant deux mots anglais, « alt » qui signifie alternatif et « coin »). Ce mot fait référence à toutes les autres cryptomonnaies, alternatives au Bitcoin, utilisant généralement aussi la technologie de chaîne de blocs, mais avec des algorithmes de consensus différents, des fonctionnalités et des objectifs plus ou moins proches, moins consommateurs de ressources informatiques et énergétiques, comme l'Ethereum, ou augmentant encore la confidentialité des échanges, etc.
Les cryptomonnaies actuellement les plus connues et les plus utilisées sont le Bitcoin (BTC) et l'Ethereum (ETH).

## Tendances et statistiques
Les tendances et statistiques évoluent très vite, en fonction de la forte hausse du cours du bitcoin en 2024.

### Nombre d’utilisateurs et localisation
Les chiffres varient selon les sources. Au 26 avril 2023, selon CoinMarketCap, il existe 23 642 cryptoactifs, ou cryptomonnaies, pour une valeur de 1 079,1 milliards d’euros. En 2023, 46 millions d’Américains détiendraient des Bitcoins.
Prévalence : selon statista, en avril 2023, c'est en Afrique, Asie et Amérique du Sud qu'il y avait le plus grand nombre de personnes affirmant disposer de crypto-monnaies (bitcoin le plus souvent) ; et plus précisément au Nigéria et en Turquie (47 % des interrogés dans les deux pays).
Dans l’UE, selon HelloSafe (plateforme de comparaison de produits financiers), 2,1 % des européens détiendraient une ou plusieurs cryptomonnaies, mais ce taux varie beaucoup selon les pays (1,06 % au Luxembourg, 2 % en Belgique, 5,8 % en Allemagne, 5,04 % en France). En 2024 selon une enquête 2024 IPSOS/KPMG (commandée par l'ADAN), les Pays-Bas ont 17 % de détenteurs, contre 16% au Royaume-Uni, 12 % en France et en Allemagne, 11% en Italie. « Début 2024, 12% des Français possèdent des crypto-actifs, ce qui représente une augmentation de 28% du nombre de détenteurs par rapport à début 2023 (9,4%), soit une adoption avoisinant les 6,5 millions de personnes(...) ».
Selon un sondage de TripleA, en 2022, environ 5 % des Français (souvent des hommes, plutôt instruits et parmi les plus riches du pays, et pour moitié âgés de 18 à 34 ans) détenaient des cryptomonnaies (contre 3,3 % en 2021). Le Bitcoin est le plus fréquent (72,83 % des cas), devant l'Ethereum (28,9 %). En 2022, selon BFM TV, approximativement 8 % des Français détenaient du Bitcoin, parmi eux, 20 000 ont déclaré en 2022 une plus-value pour l'année 2021. En 2023, une étude Ipsos/KPMG, commandé par l'ADAN (association du développement des actifs numériques) estime que l'adoption progresse avec 12 % des Français qui détiennent des cryptomonnaies. Mais, selon la mise à jour 2024 de cette enquête, la France est « le seul pays dont le nombre de détenteurs actifs croît ».
Environ 562 millions de personnes dans le monde possédaient début 2024 des cryptomonnaies soit 6,8% de la population mondiale, et une hausse de 33% par rapport à 2023, selon un rapport de Triple A publié le 24 mai 2024, s’intitulant "L'état de la propriété mondiale des cryptomonnaies en 2024". Selon cette source, 72,2 millions d'entre elles vivaient en Amérique du Nord.
« Il y a 50 millions de détenteurs de cryptomonnaies » rien qu'aux États-Unis, ce qui « fait beaucoup d'électeurs » a estimé en mai 2024 Ryan Selkis, lors d'un événement organisé par Donald Trump, qui en juillet 2024 s'est présenté en "champion des devises numériques" puis a lancé sa plateforme de cryptomonnaies en août. Dès son élection, il a tenu sa promesse de limoger Gary Gensler président du gendarme américain de la Bourse, la Securities and Exchange Commission (SEC), à qui il reprochait d'être hostile à l'égard du secteur des cryptos.

### Profil-type du détenteur
Le profil-type du détenteur est masculin à 61%. Parmi ces 61 %, près de la moitié, soit 40 % sont âgés de 25 à 44 ans, classe d'âge pourtant moins représentée chez les épargnants. Plus d'un tiers des détenteurs, hommes et femmes réunis, ont entre 25 et 34 ans. Par sympathie politique, les détenteurs américains sont plus souvent favorables à Trump. Pour le bitcoin, sa capacité « à générer de la richesse » pour ceux qui soutiennent un programme bouleverse complètement la vision traditionnelle d’un engagement politique davantage désintéressé".

## Principes de fonctionnement
Chaque cryptomonnaie repose sur une chaîne de blocs (blockchain) répartie dans un registre décentralisé (ou grand livre de comptes) et chiffrée selon un protocole informatique.

## Blockchain
La blockchain est consultable par tous. Elle répertorie l'ensemble des actions du réseau depuis l'origine. Les informations à ajouter sont appelées transactions, et sont groupées dans des blocs. Une transaction est par exemple un transfert de cryptomonnaie d'une adresse logique, détenue dans un portefeuille d'adresses, à une autre.
Les acteurs du réseau, dits « nœuds », possèdent, stockent et vérifient leurs propres versions de la chaîne, depuis le tout premier bloc (dit « bloc genèse »). Une blockchain est jugée « valide » lorsqu’il est possible de la vérifier totalement en partant du bloc genèse. Le système est dit décentralisé, car sans autorité centrale ni tiers de confiance externes. Pour garantir l'immuabilité de la chaîne, c'est-à-dire l'absence de modification d'un ancien bloc, ceux-ci sont chaînés entre eux par des fonctions cryptographiques de hachage.
Chaque nœud est en réalité un ordinateur connecté au réseau par internet. Le système n'opère pas en temps réel car il peut y avoir des temps de latence importants lors de l'envoi ou de la réception de transactions et blocs à travers le réseau. Dans le cas où différentes versions d'une même chaîne existent, la règle est de choisir la chaîne valide la plus longue.

### Consensus et génération de blocs
Pour mettre d'accord tous les acteurs du réseau distribué sur la bonne version de la chaîne et les synchroniser, ils doivent résoudre le problème du consensus. Le consensus vise à désigner l'entité qui sera en charge de proposer un nouveau bloc au réseau, tout en s'assurant que la création de nouvelles unités de monnaie soit graduelle. La plupart des cryptomonnaies ont un plafond (c'est-à-dire une quantité maximale de masse monétaire qui sera à terme en circulation). Ce plafonnement vise à imiter la rareté (et la valeur) des métaux précieux et à éviter l'hyperinflation.
Quand un bloc est créé et validé, chaque nœud ayant participé à sa création se voit attribuer un montant de cryptomonnaie, au prorata de l'effort qu'il a fourni. La participation à la création monétaire, appelée « minage », suit un schéma logarithmique visant à reproduire la découverte de l'or (ou autres métaux précieux) :
- Au début, peu de personnes cherchent de l'or ; en trouver est donc relativement simple.
- Puis l'information se répand, de plus en plus de personnes en cherchent ; l'or devient de plus en plus difficile à trouver et de plus en plus rare.
- l'investissement des acteurs est donc croissant, contraignant les petits chercheurs à abandonner.
- la ressource étant épuisable et de plus en plus coûteuse à obtenir, sa valeur augmente tandis que sa chance de découverte décroît.

Cette élection se fait de différentes manières, selon le type de blockchain. La preuve de travail est la méthode d'origine utilisée par bitcoin,,,,,,, lors de sa création en 2009, mais de nombreux travaux sont en cours pour en proposer de nouvelles.

#### Preuve de travail
La preuve de travail consiste pour un participant à résoudre un problème cryptographique complexe, permettant d'assurer aux autres membres du réseau qu'un effort de calcul conséquent a été fourni de sa part. Alors que la résolution de ce problème exige du temps et des ressources, la solution proposée doit, en revanche, être facilement vérifiable.
Le problème à résoudre est directement déduit de la blockchain (par exemple du contenu du bloc courant dans le cas de bitcoin). La difficulté est adaptée à la puissance de calcul du réseau, afin que la création de nouveau bloc respecte une fréquence moyenne constante.
De simples CPU ou GPU (processeurs de carte graphique) suffisent théoriquement à résoudre un problème cryptographique, mais dans les blockchains actuelles les plus connues (Bitcoin, Ethereum, etc.) la difficulté cryptographique est devenue trop élevée pour que cela soit réalisable en un temps acceptable. Participer au calcul des transactions de cryptomonnaie requiert un investissement de plus en plus coûteux, car nécessitant des systèmes spécialisés tels que FPGA ou ASIC. D'autres cryptomonnaies, actuellement peu attractives (car nouvelles ou basées sur des algorithmes différents), permettent à des systèmes moins puissants de participer au calcul (alors aussi moins rémunérateur).
Dans le cas des preuves de travail, une faille permet la corruption des propriétés du consensus par un groupe qui détient l'équivalent de 51 % de la puissance de calcul. Cette faille a été baptisée attaque des 51 %.
La génération de blocs soulève la question de la consommation électrique exponentiellement croissante pour créer de la cryptomonnaie (voir Consommation électrique de la preuve de travail).

#### Preuve d'enjeu
En septembre 2022, après de longs débats et des années de recherche par le fondateur d’Ethereum, Vitalik Buterin, et le développeur Vlad Zamfir, pour être moins énergivore, Ethereum a remplacé la preuve de travail (proof-of-work) par la preuve d'enjeu (proof-of-stake). Depuis, pour participer à la validation des transactions et la création de blocs, il faut mettre sous séquestre une partie de son capital. Les usagers sont récompensés de l'indisponibilité temporaire de leurs Ethereum en recevant la monnaie créée simultanément avec le nouveau bloc. Le protocole Ethereum requiert la mise sous séquestre de 32 ethers pour participer à la validation des blocs. En septembre 2022, un ether valant 1 578 euros, la mise minimale est donc d’environ 50 000 euros.

## Histoire

### Terminologie
Dans « cryptomonnaie », le préfixe « crypto » (du grec ancien kruptos (κρυπτός) : « caché ») fait référence à l’usage systématique de la cryptographie pour encoder des informations.
Les institutions, comme les ministres des Finances du G20 ou la Banque de France réfutent le terme de « cryptomonnaie », considérant que les « cryptomonnaies » ne remplissent pas les fonctions d'une monnaie. Elles utilisent le terme de « crypto-actif ».
En France, le terme de « crypto-actif » fait référence à « des actifs virtuels stockés sur un support électronique permettant à une communauté d’utilisateurs les acceptant en paiement de réaliser des transactions sans avoir à recourir à la monnaie légale. ».
Dans l'Union européenne, le terme de « crypto-actif » fait référence à « une représentation numérique d’une valeur ou d’un droit pouvant être transférée et stockée de manière électronique, au moyen de la technologie des registres distribués ou d’une technologie similaire » mais le terme de « jeton de monnaie électronique » fait référence à « un type de crypto-actif qui vise à conserver une valeur stable en se référant à la valeur d’une monnaie officielle ».
Depuis le 1er janvier 2019, le terme juridique et fiscal consacré dans la loi est celui d'actif numérique, qui contient techniquement les « cryptomonnaies ».
Auparavant, d'autres termes ont été successivement utilisés par diverses autorités de régulation (voir infra).

### 1998-2009: origines et diffusion confidentielle
Le concept de cryptomonnaie est un concept qui existait déjà bien avant la création du Bitcoin. L’entreprise DigiCash Inc. (en), fondée en 1989 par David Chaum, le fut dans le but de créer la première monnaie virtuelle utilisée dans le monde entier. DigiCash était une entreprise de monnaie virtuelle. Elle a créé un protocole de paiement anonyme basé sur la cryptographie. Néanmoins, Digicash a échoué dans son projet d’adoption massive de sa cryptomonnaie. L’entreprise a été forcée de se déclarer en faillite en 1998.
En 1998, Wei Dai a publié une description de « b-money », un système électronique de trésorerie anonyme. Peu après, Nick Szabo a créé le « Bit Gold » qui demandait aux utilisateurs de compléter une fonction de preuve de travail dont les solutions étaient chiffrées, mises ensemble et publiées. Le Bitcoin, créé en 2009 par un développeur (ou un groupe de développeurs) utilisant le pseudonyme de Satoshi Nakamoto, exploite l'algorithme SHA-256 comme système de preuve de travail,,.
D'autres cryptomonnaies se proposent, comme le Litecoin (qui utilise scrypt comme preuve de travail et repose sur des confirmations plus rapides des transactions), le Peercoin (qui utilise un système hybride de preuve de travail et connaît une inflation annuelle de 1 %) et le Namecoin (qui sert de DNS décentralisé, qui rend la censure d'internet plus difficile[réf. nécessaire]).
Plusieurs autres cryptomonnaies ont été créées : toutes n'ont pas connu le succès, notamment celles apportant peu d'innovation.

### 2011-2017: développement
Après leur apparition, les cryptomonnaies ont gagné l'attention des médias et du public. Depuis 2011, cet intérêt a  augmenté, notamment lors de la rapide montée du cours du Bitcoin (avril 2013). À partir de 2014, une deuxième génération de cryptomonnaies est apparue, comme Monero, Ethereum et Nxt avec de nouvelles fonctionnalités telles que des adresses de furtivité, des contrats dits « intelligents », le recours à des chaînes de bloc latérales ou adossées à des actifs physiques tels que l'or. Les représentants de plusieurs banques centrales ont déclaré que l'utilisation de cryptomonnaies pose des défis importants pour les équilibres économiques. Particulièrement du point de vue du prix du crédit[réf. nécessaire]. La popularité des cryptomonnaies commerciales pourrait aussi faire perdre la confiance des consommateurs dans la monnaie fiduciaire. pour Gareth Murphy (Banque centrale américaine), « l'utilisation généralisée [des cryptomonnaies] rendrait plus difficile pour les organismes statistiques de recueillir des données sur l'activité économique, elles-mêmes utilisées par les gouvernements pour orienter l'économie » ; les cryptomonnaies sont un nouveau défi pour la gestion de la politique monétaire et de change des banques centrales.
Les cryptomonnaies de 1re, de 2e et de 3e génération :
1. La première génération est représentée par le Bitcoin (2009). Solidement implanté, initiateur de l'engouement médiatique pour les cryptomonnaies, il souffre de lacunes régulièrement pointées, comme sa lenteur, sa taille de bloc relativement faible, notamment. En outre le minage du Bitcoint consomme beaucoup et de plus en plus d’énergie et de ressources informatiques, générant de lourdes empreintes écologiques[38], eau[39] et carbone[40],[41], au moment de l'étude, le bitcoin avait une empreinte énergétique et carbone croissante[42], et déjà au moins équivalente à celle de la Norvège. Une étude (ACV[43] récente (2022) du minage du bitcoin dans les 10 premiers pays mineurs (Chine, États-Unis, Kazakhstan, Russie, Iran, Malaisie, Canada, Allemagne, Irlande, Norvège) a montré qu’avec une part de 53,3% du minage mondial, la Chine[44] avait l’impact environnemental le plus négatif, dont en termes d’écotoxicité marine et sur la santé humaine avec 0,0043 DALY, et qu’à parts égales de minage, l’Allemagne et le Kazakhstan avaient les impacts environnementaux les plus négatifs)[45]. Si la Chine a finalement interdit le minage chez elle, celui-ci s'est renforcé en Russie, aux États-Unis/Texas et au Kazakhstan... contribuant plus encore que les autres cryptomonnaies à la dégradation générale de l'environnement[46],[47], et au détriment de la santé humaine[48]. En 2018, Mora et al. dans Nature se demandaient déjà si l'aspect exponentiel des besoins énergétiques du Bitcoin, à lui seul, ne pourrait pas conduire l'humanité à dépasser le seuil climatique des +2 °C[49].
2. Une deuxième génération (2011) présente soit des améliorations mineures, soit des innovations technologiques permettant de nouvelles fonctions. L'archétype de cette deuxième génération est l'Ethereum (qui est dérivé du code source de Bitcoin), qui fait usage de contrats intelligents (smart contracts)[50].
3. La troisième génération (depuis 2017) : constatant de nouvelles limitations, notamment de capacité, de sécurité et de gouvernance, de nouvelles cryptomonnaies ont vu le jour, comme EOS.IO, Cardano (ADA), AION, ICON (ICX) et Raiden Network (RDN), pour les plus connues. EOS.IO est elle-même dérivée d'Ethereum. Elles apportent des innovations, comme le remplacement de la preuve de travail par la preuve d'enjeu ou l'apparition de blockchains de taille restreinte[37].

Le premier stablecoin (« cryptomonnaie stable »), bitUSD, est introduit en 2014. Le lancement de cryptomonnaies ayant un prix fixe se fonde sur les avantages revendiqués par ce type de monnaie (confiance supérieure des consommateurs envers une monnaie au cours fixe et moins spéculative, où des ressortissants des pays où l'instabilité monétaire du système conduit à des restrictions sur le contrôle de leurs capitaux).
Le fondateur de Robocoin a lancé le premier distributeur automatique de bitcoins aux États-Unis le 20 février 2014 à Austin dans le Texas. Similaire à un guichet automatique bancaire, il dispose aussi d'un scanner de carte d'identité.
En 2018, le marché est en baisse, en comparaison de sa fin d'année 2017. Cependant, le nombre d'offres d'emploi du secteur ne cesse de progresser.
Le 21 août 2019, des employés de la centrale nucléaire d'Ukraine du Sud se sont fait arrêter par les services secrets après avoir connecté cette dernière à internet pour miner des cryptomonnaies.
Fin 2019, on dénombre près de 2 400 cryptomonnaies sur le site coinmarketcap.

### Années 2020: marché en décroissance et instable
En 2020, alors que son cours a plus que doublé depuis le début de l’année, le Bitcoin, ainsi que d'autres cryptomonnaies, séduisent de jeunes épargnants. Ce marché étant particulièrement volatil, il est marqué par des dépréciations fortes et inattendues dont un effondrement brutal en janvier 2022, succédant à une division de la valeur du Bitcoin par deux en trois mois (le prix du Bitcoin passe de plus de 69 000 $ en novembre 2021 à 36 000 $ le 24 janvier 2022, puis à 16 000 $ le 20 novembre 2022, soit une baisse de près de 75 %, en réaction en réponse aux stratégies monétaires de la Fed selon certains analystes.
Hors Bitcoin, au 9 mai 2021, selon CoinMarketCap, il existe 5 022 cryptoactifs, ou cryptomonnaies, pour une valeur évaluée à 2 031 milliards d’euros. Un nombre croissant de cryptoactifs circulent, mais le Bitcoin conserve la première place (876,6 milliards d’euros), devant l’Ethereum (410,5 milliards d’euros). À eux deux, ils représentent près de deux tiers de la valeur totale du marché. La majorité des Européens souhaitent une régulation des cryptomonnaies ; une minorité en achètent dans l'espoir de s'enrichir ou par intérêt personnel.
Des pays émergents adoptent de plus en plus les cryptomonnaies comme moyen de tenter de lutter contre l'inflation, la dévaluation des monnaies nationales ou la dépendance excessive au dollar[réf. nécessaire].
En février 2022, le Conseil de stabilité financière (FSB), superviseur de la finance mondiale, alerte sur la place croissante prise par les « stablecoins » et la finance décentralisée (DeFi) ainsi que sur les liens croissants entre cryptoactifs et finance spéculative ; le marché des cryptomonnaies (2 600 milliards $) reste limitée par rapport au reste du système financier, avec environ 1 % des actifs financiers mondiaux, mais sa croissance est telle (taille multipliée par 3,5 en 2021) qu'elle laisse craindre une bulle financière.

Le président du FSB, le gouverneur de la Banque centrale des Pays-Bas, Klaas Knot, dénonce aussi des « appellations trompeuses » : « la plupart des « stablecoins » ne sont ni stables, ni des monnaies » et la finance se disant décentralisée est paradoxalement « souvent assez centralisée » via les technologies utilisées ou les plateformes d'intermédiation.
En 2022, la perte de parité entraîne une perte de confiance et une chute importante du stablecoin Terra. Cela a orienté le marché global des cryptomonnaies à la baisse, anéantissant plus de 250 milliards de dollars américains en l'espace de deux ans. La valeur de cryptoactif Terra de Luna chute d'environ 90 %, rendant les jetons de cryptomonnaie désormais presque sans valeur. Pour Janet Yellen, secrétaire américaine au Trésor, cet épisode « illustre simplement le fait que c'est un produit à la croissance rapide, qu'il présente des risques pour la stabilité financière et que nous avons besoin d'un cadre adéquat ». Janet Yellen, qui est une ancienne présidente du Conseil des gouverneurs de la Réserve fédérale des États-Unis (FED), appelle à une réglementation couvrant les crypto-monnaies et le commerce des actifs numériques, abordant le sujet pour la première fois dans un discours historique.
Le mois de novembre est marqué par la faillite de FTX, une des principales plateformes centralisées d'échange de cryptomonnaies, avec la révélation d'emprunts et de prêts très risqués et non durables par la société et les fonds d'investissement connexes. Le prix du bitcoin plonge en dessous de 17 000 dollars pour la première fois depuis 2020. Dans ce contexte, l'économiste Nouriel Roubini décrit les cryptomonnaies et certains de ses principaux acteurs comme un « écosystème totalement corrompu ».
En mars 2023, l'agence de police européenne Europol et le ministère américain de la Justice annoncent que le mixeur de crypto-monnaie ChipMixer a été saisi, alléguant qu'il contribuait à masquer « la piste de l'argent numérique pour les trafiquants de drogue en ligne, les hackers militaires russes et les cybercriminels nord-coréens ». Le ministère de la Justice a déclaré avoir accusé le ressortissant vietnamien Minh Quoc Nguyen, de blanchiment d'argent et d'usurpation d'identité en lien avec le fonctionnement de la plateforme. ChipMixer est un mixeur mis en place à la mi-2017, spécialisé dans le mélange ou la suppression de pistes liées aux actifs de monnaie virtuelle. Selon Europol, il s'agit de « l'une des plus grandes laveries automatiques de crypto-monnaie du dark web ». Plus de 40 millions d'euros (42,2 millions de dollars) de crypto-monnaie ont été saisis. Le service de suivi des devises numériques Elliptic considère que ChipMixer a été utilisé pour blanchir plus de 844 millions de dollars en Bitcoin qui étaient directement liés à des activités illicites — dont au moins 666 millions de dollars provenant de vols de crypto-monnaie.
Les cryptomonnaies dites "politiques" représentent lors de l’élection présidentielle américaine de 2024 "une nouvelle forme de trading", plus dans une idée qu'un candidat, pour un pari financier sur la viralité de celle-ci et permettent de favoriser ceux qui ont cru en premier dans le candidat. Ils peuvent revendre à ceux arrivés plus tard, ce qui revient "à générer de la richesse pour ceux qui soutiennent un programme" et bouleverse sur le terrain politique, la "vision traditionnelle d’un engagement politique davantage désintéressé".
L'année 2024 s'est aussi révélée une "année en or pour les pyramides de Ponzi", selon le journal financier Les Echos, qui parle d'environ 3 milliards de dollars, total en très forte hausse, en grande partie en raison de la croissance pour les pyramides dites "de Ponzi" dans le domaine des cryptomonnaies.
En 2025, sous la présidence de Donald Trump, les États-Unis amorcent un virage favorable à l’égard des cryptomonnaies. La Chambre des représentants adopte plusieurs textes législatifs encadrant plus clairement les actifs numériques, avec un large soutien bipartisan, incluant plusieurs dizaines de membres du Parti démocrate. Ce virage coïncide avec un contexte d’ouverture progressive des grandes banques aux crypto-actifs et avec le lancement d'Exchange-Traded Fund (ETF)  sur le bitcoin la même année, notamment celui de BlackRock, qui suscite un fort engouement sur les marchés avec une hausse significative des volumes échangés et un afflux de capitaux vers le Bitcoin et les autres principaux actifs numériques.

## Cryptomonnaies stables (stablecoins)
Les cryptomonnaies stables (stablecoins) ont pour objectif de répliquer la valeur d'un actif, tel que le dollar, l’or, l’euro ou un panier de devises, en tentant de maintenir une parité, contrairement aux autres cryptomonnaies qui sont soumises à une forte volatilité.
Parmi les cryptomonnaies stables notables, on peut citer :
- USDT (Tether)
- DAI
- USDC (Coinbase)
- EURL (Lugh)[72],[73],[74]
- EUROC

Les cryptomonnaies stables sont considérées par les banques centrales comme pouvant affecter la stabilité financière, mais aussi porter atteinte à la souveraineté monétaire. Le Forum de stabilité financière propose d'encadrer et de réguler les cryptomonnaies stables, tout au moins celles qui, de par leur nature globale et universelle, posent un problème quant aux risques financiers. Cette recommandation fait suite à la position du G7 en 2019.
Les règles du comité de Bâle exigent des banques qu'elles attribuent des « pondérations de risque » aux différents types d'actifs qu'elles détiennent pour déterminer les exigences en matière de fonds propres. Les stablecoins relèveraient des règles existantes et seraient traités de la même manière que les obligations, les prêts, les dépôts, les actions ou les matières premières, ou d'une manière similaire.

## Levée de fonds
Une levée de fonds peut être utilisée pour la création d'une cryptomonnaie. Ce type d'activité peut être encadré.
Une « première émission de jetons » ou « offre initiale de jetons » (de l'anglais initial coin offering ou ICO), est une forme de financement, à mi-chemin entre la levée de fonds et le financement participatif, par la prévente d'une nouvelle cryptomonnaie. La première Initial coin offering notable est celle d'Ethereum en 2014.
En 2017, ce marché est encore peu régulé, ainsi en septembre la Chine interdit les ICO sur son territoire. En Russie, Vladimir Poutine approuve l'utilisation des ICO en exigeant la mise en place d'une réglementation appropriée afin de contrôler le marché des cryptomonnaies,. Selon la surveillance financière de Corée du Sud, il sera illégal d’émettre des jetons numériques pour réaliser des levées de fonds.
En France, en septembre 2017, Domraider est la première entreprise française à pratiquer une levée de fonds par ce moyen, à travers sa cryptomonnaie, le DRT (DomRaider token). La start-up, basée à Clermont-Ferrand lève 56 millions d'euros afin de créer une plateforme décentralisée dédiée aux enchères en temps réel sur la blockchain. Les DRT servent de moyen de paiement sur la Blockchain d'enchères et sont échangeables sur les places de marché de cryptomonnaies.
Selon Vanessa Grellet, panéliste de renom dans le monde de la blockchain, à la fin des années 2010, les bourses traditionnelles ont manifesté un intérêt croissant pour les crypto-actifs, tandis que les plateformes d'échange de crypto-monnaies comme Coinbase s'intégraient progressivement aux marchés financiers traditionnels. Cette convergence a marqué une tendance importante où les acteurs financiers conventionnels adoptaient la technologie Blockchain pour tenter d’améliorer leur efficacité opérationnelle, tandis que le monde des cryptomonnaies introduisait des innovations comme les Security Token Offering ou STO, une Initial Coin Offering encadrée par des normes juridiques, offrant de nouvelles façons de lever des fonds. La tokenisation — qui consiste à transformer des actifs tels que l'immobilier, les fonds d'investissement et le private equity en tokens basés sur la blockchain — a le potentiel de rendre ces actifs traditionnellement non liquides plus accessibles aux investisseurs. Malgré les risques réglementaires et de réputation associés à ces évolutions, les grandes institutions financières, y compris JPMorgan Chase, ont travaillé activement sur des initiatives liées à la blockchain, comme en témoigne la création de Quorum, une plateforme blockchain privée.

## Cadre légal en France
Le cadre légal applicable aux cryptomonnaies nécessite de les qualifier juridiquement : il faut pour cela distinguer la monnaie ayant cours légal, la monnaie électronique, et enfin la nouvelle catégorie d'actif numérique, cette dernière notion correspondant aux cryptomonnaies. Le projet d'euro numérique de la Banque centrale européenne ne consiste pas en la création d'une cryptomonnaie mais en la numérisation de la monnaie légale qu'est l'euro.
En France, les cryptomonnaies sont définies et encadrées par la loi depuis le 1er janvier 2019. Après une période de relative insécurité, elles font partie de la catégorie plus large des actifs numériques, et leur régime fiscal est défini et précisé par la direction générale des finances publiques.
La volonté d'entreprises privées comme Facebook ou Télégram de lancer une cryptomonnaie fait aussi émerger des inquiétudes au sein des États. Leur danger a été abordé lors du G7 Finances en 2019. Le secrétaire du Trésor américain, Steven Mnuchin, avait alors fait état de « très grandes inquiétudes sur le Libra, qui peut être mal utilisé pour blanchir de l’argent ou financer le terrorisme ». Les ministres des Finances des pays membres avaient alors convenu d'avancer rapidement sur la question.
À la suite de la publication d'un rapport le 2 octobre 2020, la Banque centrale européenne a indiqué lancer une consultation sur la création d'un « euro numérique ». Il consisterait en une monnaie virtuelle « différente » des cryptomonnaies, celles-ci étant considérée comme vouées à être très volatiles et risquées puisque non adossées à une Banque centrale.
Les plateformes d'échange de cryptomonnaies quant à elles doivent être enregistrées avec le statut de Prestataire de Service sur Actifs Numériques (PSAN) auprès de l'Autorité des Marchés Financiers (AMF). La plateforme française Coinhouse a été la première à obtenir ce statut le 17 mars 2020. Binance a reçu l’autorisation de l’Autorité des marchés financiers pour exploiter sa plateforme d’échange de crypto-monnaie en France le 4 mai 2022. La France devient le premier grand pays européen à approuver le site.

### Qualification juridique
L'article L. 111-1 du Code monétaire et financier pose le principe selon lequel la monnaie ayant cours légal en France est l'euro : un commerçant peut refuser un paiement en Bitcoin alors qu'il n'a pas le droit de refuser un paiement en euro.
L'article L. 315-1 du Code monétaire et financier définit la monnaie électronique comme « une valeur monétaire qui est stockée sous une forme électronique, y compris magnétique, représentant une créance sur l'émetteur, qui est émise contre la remise de fonds aux fins d'opérations de paiement définies à l'article L. 133-3 et qui est acceptée par une personne physique ou morale autre que l'émetteur de monnaie électronique ». Une « cryptomonnaie » comme Bitcoin, ne représentant pas une créance sur l’émetteur, n'est donc pas une monnaie électronique, telle que définie par la législation européenne, transposée en France dans le code monétaire et financier.
L'article L. 54-10-1 du Code monétaire et financier définit les actifs numériques, qui comprennent les cryptomonnaies, comme « toute représentation numérique d'une valeur qui n'est pas émise ou garantie par une banque centrale ou par une autorité publique, qui n'est pas nécessairement attachée à une monnaie ayant cours légal et qui ne possède pas le statut juridique d'une monnaie, mais qui est acceptée par des personnes physiques ou morales comme un moyen d'échange et qui peut être transférée, stockée ou échangée électroniquement ». En revanche, il ne définit pas les « cryptomonnaies ».
L'article L. 552-2 du Code monétaire et financier définit un jeton numérique comme « tout bien incorporel représentant, sous forme numérique, un ou plusieurs droits pouvant être émis, inscrits, conservés ou transférés au moyen d'un dispositif d'enregistrement électronique partagé permettant d'identifier, directement ou indirectement, le propriétaire dudit bien ».
La qualification juridique de monnaie, revendiquée par les promoteurs des « cryptomonnaies » est contestée par les États et les banques centrales, qui retiennent par défaut la notion d'actif, soumise aux mêmes fluctuations et risques (et potentiellement taxation) que les autres actifs financiers non-monétaires. Le terme de « crypto-actif » est donc recommandé par la Banque de France et les ministres des Finances du G20, car les « crypto-actifs ne réalisent pas les fonctions clés d'une monnaie virtuelle » (Banque de France Focus, no 16, 5 mars 2018). La cour de cassation, de manière indirecte, a qualifié le bitcoin de « monnaie virtuelle » (cour de cassation, chambre criminelle, 20 février 2019, no 18-86.951).
Les cryptomonnaies échappent à la gestion étatique, mais affectent l'économie, elle-même objet des politiques publiques : elles ne peuvent pas entrer dans les politiques monétaires. De plus, leur pseudonymat (anonymat pour certaines comme le Monero, le Dash, le Zerocoin,,,, ou quand elles sont blanchies via un mixeur de crypto-monnaie) rend possible, au même titre que l'argent liquide, les transactions illicites. À travers diverses réglementations, elles font l'objet d'une surveillance par les autorités monétaires selon deux axes :
- contrôler la légalité des biens ou des services achetés grâce aux cryptomonnaies et ainsi éviter les achats illicites,
- surveiller la conversion en devises légales et ainsi détecter le blanchiment d'argent.

### Cryptomonnaie et titre de créance
L'article L.54-10-1 du code monétaire et financier précise en 1° que les actifs numériques contiennent également les jetons numériques, dits tokens, « à l'exclusion de ceux remplissant les caractéristiques des instruments financiers mentionnés à l'article L. 211-1 (qui contiennent notamment les titres de créance) et des bons de caisse mentionnés à l'article L. 223-1 ».

### Régime fiscal applicable
Les cryptomonnaies ont connu une relative période d'insécurité juridique avant que le législateur n'intervienne dans le cadre du vote de la loi de finances pour 2019.
Le premier régime entre en vigueur avec l'instruction fiscale du 11 juillet 2014 : les cryptomonnaies sont alors qualifiées d'« unités de compte virtuelles stockées sur un support électronique », imposables au barème progressif de l'impôt sur le revenu, dans la catégorie des bénéfices non commerciaux (ou bénéfices industriels et commerciaux, en cas d'activité habituelle).
Le second régime entre en vigueur avec l'arrêt rendu par le Conseil d'État le 26 avril 2018 (8e et 3e chambres, no 417809) : les cryptomonnaies sont qualifiées de « biens meubles incorporels » au sens du droit civil des biens, imposables dans la catégorie des plus-values sur biens meubles relevant de l'article 150 UA du CGI, ou à défaut des bénéfices non-commerciaux (pour les activités de minage) ou de bénéfices industriels et commerciaux (pour le trading, à titre habituel). Outre les prélèvements sociaux, un taux forfaitaire de 12,9 % (article 200A du CGI) était appliqué à la plus-value, qui bénéficiait en plus d'une franchise d'imposition pour toute cession (valeur de la revente, et non valeur de la plus-value) inférieure à 5 000 €.
Le régime actuel, voté avec la loi de finances du 28 décembre 2018, définit les cryptomonnaies comme des actifs numériques à l'article L. 54-10-1 du Code monétaire et financier : les actifs numériques sont civilement des biens meubles incorporels, imposables à l'impôt sur le revenu, sur le fondement de l'article 150 VH bis du code général des impôts. Les plus-values de cession d'actifs numériques bénéficient du même prélèvement forfaitaire unique que les revenus de capitaux mobiliers : taux forfaitaire de 12,8 % auquel il faut ajouter 17,2 % de prélèvements sociaux (flat tax total de 30 %). Une franchise d'imposition s'applique lorsque le montant annuel brut des cessions (et non des plus-values) est inférieur à 305 €.

### Déclaration des comptes détenus sur une plateforme
Depuis le 1er janvier 2020, tout compte ouvert, détenu ou clos sur une plateforme ou intermédiaire d'échange d'actifs numérique est à déclarer en même temps que le contribuable complète sa déclaration de revenus : il faut remplir l'imprimé 3916 bis, un formulaire différent de l'imprimé 3916, prévu pour les comptes bancaires étrangers classiques.

### Rôle de l'Autorité des marchés financiers
En France, l'Autorité des marchés financiers a vu ses compétences augmentées par les législations française et européenne. À partir de 2024-2025, des garanties de fonds propres et un contrat d'assurance responsabilité civile pour rétribuer les clients le cas échéant seront attendues.

## Cadre légal dans d'autres pays

### Cryptomonnaies d'États souverains
- Fin 2017, le président vénézuélien Nicolas Maduro crée une cryptomonnaie, le petro, ancré sur le prix du baril de pétrole, dans le but de contourner les sanctions américaines[115],[116]. Elle disparaît en janvier 2024.
- En janvier 2018, la banque d’Angleterre annonce souhaiter créer une cryptomonnaie indexée sur la monnaie britannique[117],[118].
- Au Canada et à Singapour, des institutions envisagent également de développer des systèmes de paiement officiels en cryptomonnaie[117].
- En 2018, les Îles Marshall deviennent le premier pays au monde à lancer une cryptomonnaie légale[119].
- En 2018, la Turquie envisage elle aussi sa monnaie, le Turkcoin, pour dynamiser l'économie[120].
- En 2018, l'Iran pense créer une cryptomonnaie nationale, basée sur le Bitcoin, pour contrer la chute de la monnaie nationale du fait du retour des sanctions américaines[121],[122].
- En 2021, la république populaire de Chine déclare illégales toutes les transactions en cryptomonnaies[123], et prévoit de lancer en 2022 sa devise numérique pour supprimer l'argent liquide, après avoir initié le mouvement en 2014 et déposé 80 brevets[124],[125]. Elle porte le nom de DCEP ou Digital Currency Electronic Payment.

### Interdictions
Certains pays interdisent l'utilisation et la commercialisation des cryptomonnaies, Selon la bibliothèque du Congrès américaine, on peut distinguer,,.
- une interdiction absolue des crypto-monnaies : Algérie, Bolivie, Égypte, Irak, Maroc, Népal, Pakistan, Émirats arabes unis, Vietnam.
- une interdiction implicite des crypto-monnaies où la législation rend difficile l'accès aux marchés des crypto-monnaies: Bahreïn, Bangladesh, Chine, Colombie, République dominicaine, Indonésie, Iran, Koweït, Lesotho, Lituanie, Macao, Oman, Qatar, Arabie Saoudite, Taïwan, Thaïlande

A titre d'exemple :
- Le Bangladesh, fin 2017, a réaffirmé que les crypto-monnaies sont non conformes à différentes lois. Chaque utilisateur risque d’être poursuivi.
- Au Pakistan, la Banque centrale a rendu les transactions de crypto-monnaies illégales. Une personne investissant ou possédant des cryptomonnaies risque d’être poursuivie.
- En Ouzbékistan, depuis le 6 décembre 2019, l’achat de crypto-monnaies est considéré comme illégal.
- Au Qatar, fin décembre 2019, le Qatar Financial Center (QFC) a rendu les crypto-monnaies illégales, que ce soit les échanges, l’émission, le stockage et le transfert des crypto-actifs.
- En Algérie, depuis la loi de finances 2018, l'achat, la vente, l'utilisation ou la possession d'une crypto-monnaie sont interdits.
- Au Maroc, toute personne impliquée dans des transactions avec des crypto-monnaies risque une amende ou une arrestation
- Au Burundi, depuis septembre 2019, les crypto-monnaies sont illégales.
- En Bolivie, les crypto-monnaies sont illégales. Les utilisateurs risquent une amende ou une arrestation.
- En Équateur, en 2014, les crypto-monnaies ont été interdites par le Parlement.
- En septembre 2017, les régulateurs chinois ont annoncé l’interdiction des « initial coin offerings » (ICO).
- En février 2021, la Banque centrale nigériane (CBN) rappelle que l'utilisation des cryptomonnaies est illégale depuis 2017. Elle demande aux banques commerciales d’« identifier les personnes et entités » disposant de comptes en cryptomonnaies, afin de les « fermer immédiatement ». Le Nigeria se place systématiquement dans le top 10 des pays possédant le plus grand nombre d’utilisateurs de cryptomonnaies[129].

### Réglementations
La réglementation est en construction et donc en pleine évolution dans de nombreux pays, on peut distinguer:
- Une législation fiscale
- Une réglementation anti-blanchiment d’argent / financement du terrorisme
- Une réglementation fiscale et anti-blanchiment d'argent / financement du terrorisme

Quelques pays font évoluer leur cadre légal:
- La banque centrale du Japon reconnaît officiellement les crypto-monnaies comme un moyen de paiement[130],[131] (article 2-5 du PSA amendé précise que les monnaies virtuelles sont acceptées comme moyen de paiement sans qu'elles soient des monnaies légales (« a form of payment method, not a legally-recognized currency. »[132]).
- Au Salvador, en juin 2021, le président Nayib Bukele propose un projet de loi pour adopter le Bitcoin comme monnaie légale[133],[134],[135]. Celui-ci est approuvé par l’Assemblée législative et fait du Salvador, le premier pays a légaliser le cours d’une cryptomonnaie[136],[137].
- Dans le canton de Zoug en Suisse, depuis février 2021, le bitcoin et l'ether sont acceptés comme moyens de paiement pour régler ses impôts[138],[139].
- Aux États-Unis plusieurs organismes ont publié des directives concernant les crypto-monnaies. elles sont définies, suivant les organismes, soit comme des titres, soit comme des monnaies par la Securities and Exchange Commission (SEC), soit des matières premières par la Commodity Futures Trading Commission (CFTC) et comme des biens à des fins d'imposition par l'Inland Revenue Service (IRS).Les cryptomonnaies sont aussi soumises aux règles du Financial Crimes Enforcement Network[126]. En septembre 2021, selon la presse américaine, le Trésor américain s'apprêtait à prendre des sanctions contre les plateformes contribuant aux transactions illicites en cryptomonnaies[140].
- En Corée du Sud la réglementation sur les crypto-monnaies est rigoureuse. Les transactions de crypto-monnaies sont autorisées uniquement à partir de comptes bancaires avec un nom réel. Jusqu'en juillet 2018, les transactions de crypto-monnaies sont libres d'impôt. Cependant c'est en cours d'évolution[126].
- Au Royaume-Uni, le gouvernement veut en 2022 faire voter une loi permettant de réguler la publicité sur les cryptomonnaies et de la soumettre au contrôle de l'Advertising standard authority (ASA). En décembre 2021, l'ASA a déjà interdit une publicité pour le Fan Token, une cryptomonnaie dont faisait la promotion le club de football d'Arsenal[141].

#### Union européenne
L'union européenne dispose d'une réglementation MiCA (en).
D'autres règlements s'appliquent aux crypto-actifs dans l'UE et présentent de l'intérêt pour l'espace économique européen.
| Type      | Numéro         | émetteur                            | date           | sujet                                                                                  | réglementaiton remplacée                                                                                          |
| --------- | -------------- | ----------------------------------- | -------------- | -------------------------------------------------------------------------------------- | --- |
| Règlement | (UE) 2023/1113 | du Parlement européen et du Conseil | du 31 mai 2023 | sur les informations accompagnant les transferts de fonds et de certains crypto-actifs | et modifiant la directive (UE) 2015/849                                                                           |
| Règlement | (UE) 2023/1114 | du Parlement européen et du Conseil | du 31 mai 2023 | sur les marchés de crypto-actifs                                                       | et modifiant les règlements (UE) no 1093/2010 et (UE) no 1095/2010 et les directives 2013/36/UE et (UE) 2019/1937 |

### Vers de nouvelles normes comptables

#### Aux États-Unis
Dans ce pays, le FASB fait autorité depuis 1973 auprès de la SEC en matière de normes comptables pour les entreprises du CAC40 (côtées en bourse).
Le 6 septembre 2023, le FASB, sur la base des retours reçus à propos de son ASU, proposé sur la comptabilisation et la divulgation de certains actifs cryptographiques. Sur la base des commentaires reçus sur la proposition, le Conseil a demandé à son personnel de rédiger une norme finale. En vertu des nouvelles orientations, une entité serait tenue d'évaluer ultérieurement certains actifs cryptographiques à leur juste valeur, les variations de la juste valeur étant incluses dans le bénéfice net au cours de chaque période de déclaration.
De grandes entreprises américaines (ex : Tesla, Microstrategy) ont massivement investi dans le Bitcoin ou d'autres cryptomonnaies, mais ces dernières ne pouvant pas être qualifiées de devises, elles sont du point de vue comptable des « actifs incorporels à durée de vie indéfinie » conformément à l'ASC 3502 (c'est-à-dire que les actifs doivent être évalués au coût historique moins la sous-dépréciation) à moins que l'entité ne soit dans le champ d'application des directives de la société d'investissement dans l'ASC 9463 ou qu'elle ne soit un certain type de courtier-négociant.

Lors des périodes de dépréciation des cryptomonnaies, ces entreprises se plaignent de ne pas pouvoir enregistrer ces « baisses » comme des « pertes » du point de vue comptable ; et les promoteurs des cryptomonnaies dans le secteur de la Finance jugent ce modèle traditionnel d'actifs incorporels inadéquat car ne représente pas fidèlement l'économie des actifs cryptographiques, tout en complexifiant la comptabilisation des dépréciations car les entités en cause doivent se baser sur « la juste valeur observable la plus basse d'un actif cryptographique au cours d'une période de déclaration. En conséquence, le FASB 5 (en 2023) a proposé des modifications qui refléteraient mieux l'économie des actifs cryptographiques détenus par les entités et réduiraient la complexité et le coût du respect d'un modèle de délaïence sans coût historique en vertu des exigences existantes de l'ASC 350 ».
Le FASB a en 2023 réaffirmé la majorité des exigences et directives de l'ASU pour les actifs cryptographiques basés sur "un grand livre distribué basé sur la technologie blockchain", mais veut les étendre aux actifs cryptographiques lié à un grand livre distribué basé sur une technologie similaire à une blockchain. Il a été suggéré d'aussi étendre ces obligations « à certains actifs qui fournissent des droits sur d'autres actifs cryptographiques (par exemple, des "jetons enveloppés"), le Conseil a finalement décidé de ne pas inclure ces actifs dans le champ d'application de la norme finale ».
Les entités concernées devront, selon la norme finale, pour tous les exercices commençant après le 15 décembre 2024 (incluant toutes périodes intermédiaires au cours de ces années, et avec adoption plus précoce autorisée) :
- évaluer leur actifs cryptographiques étant dans le champ d'application des lignes directrices (telles que modifiées) à leur « juste valeur, avec des variations de la juste valeur incluses dans le bénéfice net pour chaque période de déclaration »[144].
- Présenter dans leur bilan le montant total des « actifs cryptographiques évalués à la juste valeur séparément des autres actifs incorporels » non évalués à la juste valeur[144].
- Présenter dans le bénéfice net des variations de la juste valeur des actifs cryptographiques séparément des variations de la valeur comptable (ex : dépréciations et amortissements) d'autres actifs incorporels, dont autres actifs cryptographiques non évalués à la juste valeur[144].
- Classer en "flux de trésorerie provenant d'activités d'exploitation" les recettes issues de la vente presque immédiate d'actifs cryptographiques ayant été "reçues comme contrepartie non monétaire dans le cours normal des affaires (par exemple, en échange du transfert de biens et de services à un client)"[144].
- divulguer chaque année et de manière intermédiaire leurs avoirs importants en actifs cryptographiques[144].

L'ASU finale est attendue pour la fin 2023 et en phase de transition (au moment de l'adoption de la norme finale) les entités devront enregistrer « un ajustement à effet cumulatif des bénéfices non répartis (ou d'autres composantes appropriées des capitaux propres ou des actifs nets) au début de la période annuelle d'adoption. Le réétat rétrospectif ne serait pas nécessaire pour les périodes précédentes ».

## Groupements centralisateurs
Les cryptomonnaies, et plus généralement les blockchain, peuvent conduire à différentes formes de groupements centralisateurs:
- regroupements de "mineurs"
- regroupements de registres distribués de plusieurs giga-octets, les clients légers ne conservant que les dernières transactions
- délégation des portefeuilles et clés privés

## Frais de transaction
Les frais de transaction des crypto-monnaies dépendent principalement de l'offre de capacité du réseau à ce moment-là, par rapport à la demande du détenteur de la monnaie pour une transaction plus rapide. Le détenteur de la monnaie peut choisir des frais de transaction spécifiques, tandis que les entités du réseau traitent les transactions dans l'ordre des frais offerts des plus élevés aux plus bas. Les bourses de crypto-monnaies peuvent simplifier le processus pour les détenteurs de monnaie en offrant des alternatives prioritaires et ainsi déterminer quels frais feront probablement que la transaction sera traitée dans le temps demandé.
Pour l'Ether, les frais de transaction diffèrent en fonction de la complexité de calcul, de l'utilisation de la bande passante et des besoins de stockage, tandis que les frais de transaction du Bitcoin diffèrent en fonction de la taille de la transaction et de l'utilisation ou non de SegWit par la transaction. En septembre 2018, les frais de transaction médians pour l'Ether correspondaient à 0,017 $, tandis que pour le Bitcoin, ils correspondaient à 0,55 $.
Certaines crypto-monnaies n'ont pas de frais de transaction, et s'appuient plutôt sur la preuve de travail côté client comme mécanisme de hiérarchisation des transactions et d'anti-spam.

### Les deux paradoxes des cryptomonnaies
L'économiste Alexandre Reichart relève deux paradoxes liés aux cryptomonnaies. Le premier est que les utilisateurs et promoteurs des cryptomonnaies s'inscrivent, consciemment ou non, dans la continuité de l'économiste autrichien Friedrich von Hayek (1899-1992), Prix Nobel de Sciences Économiques en 1974, qui imaginait, dans son ouvrage The Denationalization of Money (1976), une économie dans laquelle l'État n'aurait pas le monopole de l'émission monétaire et où des monnaies privées se feraient concurrence entre elles. Cependant, force est de constater que les utilisateurs et promoteurs du Bitcoin ont peu apprécié l'explosion des alt-coins, ceux-ci étant alors rapidement qualifiés de « shitcoins » par une partie des membres de la communauté Bitcoin, lesquels promeuvent le Bitcoin comme monnaie concurrente aux monnaies légales, mais apprécient peu qu'on concurrence le Bitcoin. Aujourd'hui, cependant, la plupart des membres de la communauté Bitcoin semblent apprécier, sinon tolérer les alt-coins.
Le second paradoxe est que, si les cryptomonnaies ont été théorisées et inventées dans les années 1980 et 1990 par des membres de communautés cypherpunks et cryptoanarchistes souhaitant créer des monnaies de pair-à-pair permettant de se passer des institutions propres au capitalisme comme les États, les banques centrales et les banques de second rang, force est de constater qu'aujourd'hui les cryptomonnaies ont été largement « récupérées » par les grandes entreprises et les banques centrales. En témoignent le projet Diem (ex Libra) mené par Facebook avec d'autres grandes entreprises, ou encore l'intérêt récent des autorités monétaires pour les cryptomonnaies, avec l'émergence des monnaies numériques de banque centrale (MNBC ou CBDC en anglais). On est loin des projets utopiques des cypherpunks et crypto-anarchistes souhaitant utiliser la technologie pour contourner les institutions capitalistes.

## Liste de cryptomonnaies

### Cryptomonnaies communautaires
| Code     | Monnaie                                        | Date de création | Équivalent de la masse monétaire en USD  | Algorithme                                         | Quantité de monnaie émise                                                        | Quantité maximum de monnaie pouvant être émise                                                                      | Note |
| -------- | ---------------------------------------------- | ---------------- | ---------------------------------------- | -------------------------------------------------- | -------------------------------------------------------------------------------- | --- | --- |
| BTC, XBT | Bitcoin                                        | 2009             | 580 milliards USD au 30/05/2022          | SHA-256 (preuve de travail)                        | 19 053 556 au 30/05/2022                                                         | 21 millions | La première monnaie décentralisée. |
| VAR      | Var                                            | 2021             | inconnu                                  | LARP                                               | 500 au 18/12/2021                                                                | Non limitée | La première monnaie utilisée pour le LARP |
| ETH      | Ethereum                                       | 2015             | 228 milliards USD au 30/05/2021          | Ethash                                             | 120 981 729 au 30/05/2022                                                        | Non limitée | La première monnaie basée sur une chaîne de blocs (Ethereum) permettant la création de contrats intelligents. |
| ADA      | Cardano                                        | 2017             | 17 milliards USD au 30/05/2022           | Ouroboros (preuve de participation)                | 33 752 565 071 au 30/05/2022                                                     | 45 milliards | Monnaie basée sur une chaîne de blocs permettant la création de contrats intelligents. |
| BCH, BCC | Bitcoin Cash                                   | 2017             | 3,8 milliards USD au 30/05/2022          | SHA-256 (preuve de travail)                        | 19 millions au 30/05/2022                                                        | 21 millions | Fork de la chaîne de blocs Bitcoin avec augmentation de la taille maximale d'un bloc. Le but est de mieux faire face à la croissance du nombre d'utilisateurs. |
| XRP      | Ripple                                         | 2012             | 20 milliards USD au 30/05/2022           | ECDSA                                              | 48 milliards au 30/05/2022                                                       | 100 milliards | Les transactions sont vérifiées par consensus entre les membres du réseau, plutôt que par le processus de minage utilisé par bitcoin. |
| LTC      | Litecoin                                       | 2011             | 4,8 milliards USD au 30/05/2022          | Scrypt (preuve de travail)                         | 70 millions au 30/05/2022                                                        | 84 millions | La première cryptomonnaie fondée sur Scrypt. |
| NANO     | Nano                                           | 2015             | 120 millions USD au 02/03/2019           | DAG (Graphiques acycliques dirigés)                | 133 248 290 NANO (limite atteinte)                                               | 133 248 290 NANO | Monnaie utilisant le système de bloc-tressés : elle ne nécessite pas de minage, ne présente aucuns frais de transaction et sa scalabilité est infinie. |
| MIOTA    | IOTA (cryptomonnaie et technologie)            | 2015             | 814 millions USD au 02/03/2019           | SHA-256 (preuve de travail)                        | {\displaystyle \sim 2\times 10^{15}} IOTA (limite atteinte)                      | {\displaystyle \sim 2\times 10^{15}} IOTA                                                                           | Au lieu d'utiliser une blockchain, le protocole IOTA est basé sur un graphe orienté acyclique (Directed acyclic graph). |
| OMG      | OmiseGo                                        | 2017             | 179 millions USD au 02/03/2019           |                                                    | 102 millions au 16/05/2018                                                       | 140,25 millions | Première Application prévue sous le réseau Plasma |
| MAID     | MaidSafeCoin                                   | 2014             | 57 millions USD au 02/03/2019 -8,73 %    |                                                    | 452,5 millions au 04/08/2017                                                     | 4,3 milliards | Proof of Ressource (POR). |
| DASH     | Dash                                           | 2014             | 723 millions USD au 02/03/2019           | X11                                                | 8 millions au 02/03/2019                                                         | 18,9 millions | Ex-Darkcoin, première cryptomonnaie anonyme. |
| DOGE     | Dogecoin                                       | 2013             | 11 milliards USD au 30/05/2022           | Scrypt (preuve de travail)                         | 132 milliards au 30/05/2022                                                      | 5,2 milliards par an perpétuellement                                                                                | cryptomonnaie dérivée de Litecoin et la première à être fondée sur un mème Internet : Doge, premier et principal meme coin. |
| XMR      | Monero                                         | 2014             | 820 millions USD au 02/03/2019           | Preuve de travail                                  | 16 millions au 02/03/2019                                                        | 18,3 millions puis production perpétuelle minimale de 0,3 XMR par minute                                            | Lorsque les 18,3 millions de XMR seront produits, l'inflation maximale est de 1 %, puis décroit exponentiellement jusque 0. |
| AFRO     | AFRO                                           | 2017             | 2,09 milliards USD au 04/01/2019         | DASH - Preuve d'enjeu (PoS)                        | 750 milliards au 04/01/2019                                                      | 750 milliards puis production annuelle maximale de 0,584% de l’émission initiale soit, 4,4 milliards d’Afros par an | L’AFRO est une cryptomonnaie panafricaine, au service du développement sociétal du continent. |
| FCT      | Factom                                         | 2015             | 0,157 milliard USD au 16/05/2018 -8,4 %  |                                                    | 8,7 millions au 16/05/2018                                                       | | |
| BTS      | BitShares (ru)                                 | 2014             | 0,637 milliard USD au 16/05/2018 -4,81 % |                                                    | 2,64 milliards au 16/05/2018                                                     | 3 600 570 502 | 2 500 millions sont créés puis croissance asymptotique de 6,3 % en année 1 pour atteindre 0,9 % en année 100. |
| PPC      | Peercoin                                       | 2012             | 0,64 milliard USD au 16/05/2018 -8,77 %  | SHA-256 (preuve de travail/preuve d'enjeu)         | 24 764 006 au 16/05/2018                                                         | Pas de limite | Inflation annuelle : 1 % |
| NMC      | Namecoin                                       | 2011             | 29 788 896 USD au 16/05/2018 -4,67 %     | SHA-256 (preuve de travail)                        | 14,7 millions au 16/05/2018                                                      | 21 millions | Namecoin a pour but d'agir comme un DNS décentralisé, qui rend la censure d’Internet très difficile. Namecoin se sert du nom de domaine .bit. |
| LSK      | Lisk (en)                                      | 2016             | 1,29 milliard USD au 10/05/2018          | DPOS (preuve de participation des délégués)        | 110,4 millions au 04/08/2017                                                     | | Première cryptomonnaie modulaire utilisant des Sidechain. |
| SLR      | SolarCoin                                      | 2014             | 1 069 366 545 USD au 16/05/2018 -7,69 %  | Proof-of-Stake-Time (PoST)                         | 105 951 307 au 16/05/2018                                                        | 121 201 144 | L'essentiel des SolarCoins sont attribués à des producteurs d'énergie solaire. |
| ONION    | DeepOnion                                      | 2017             | 29 511 492 USD au 16/05/2018 +0,67 %     | Proof of Stake (PoS) et X13 Proof of Work (PoW)    | 15 100 490 au 16/05/2018                                                         | 25 000 000 | cryptomonnaie entièrement anonyme utilisant le réseau Tor. |
| DRT      | DomRaider Token                                | 2017             | 14 313 886 EUR au 16/05/2018 +5,03 %     |                                                    | 591,5 millions au 16/05/2018                                                     | 1,3 milliard | Plateforme d'enchères utilisant la blockchain. |
| XEP      | Electra Protocol                               | 2021             | 19,1 Million USD au 08/02/2022           | SHA-256 (PoS V3)                                   | 17,4 milliards au 08/02/2022                                                     | 30 milliards | Monnaie instantanée avec frais de transactions quasi inexistants. Taux de croissance 3 % / an |
| Ğ1       | June                                           | 2017             | N/A                                      | signatures : Ed25519 hashes : SHA-256              | Plus de 24 millions de Ğ1 en mars 2021 Moyenne de 8 300 Ğ1 par membre cocréateur | Pas de limite | Co-création monétaire par Dividende Universel respectant une symétrie spatio-temporelle entre les membres de la Toile de confiance. Taux de croissance de 10 % / an. Conforme à la Théorie Relative de la Monnaie (Stéphane Laborde, 2010), la Ğ1 est la 1re Monnaie Libre. |
| PIT      | Paypite                                        | 2018             | 620 000 € au 16/05/2018                  | ERC20                                              | 2 000 000 au 16/05/2018                                                          | 247 000 000 | Monnaie francophone, pour les 274 millions de francophones du monde. |
| KMD      | Komodo                                         | 2016             | 101 010 557 € au 17/09/2018              | D-POW, Delayed Proof-of-Work                       | 109 755 311 au 17/09/2018                                                        | 200 000 000 | Son mécanisme de consensus est unique, propose des atomic swaps. 5 % d'intérêt annuel. |
| DERO     | Dero                                           | 2017             | 6 337 622 € au 17/04/2019                | Cryptonight Preuve de travail (Pow)                | 7 049 662 au 17/04/2019                                                          | 18 400 000 pendant les 8 premières années, suivie d’un taux d’émission infini d’environ 157 000 DERO/an.            | Blockchain traditionnelle combiné à un dag, ce qui en fait un blockDAG (insensibles aux doubles dépenses et évolutive). |
| LIBRA    | Libra                                          | 2019             |                                          |                                                    |                                                                                  | | Projet de cryptomonnaie initié par Facebook, pour le développement d'un porte-monnaie électronique. |
| XMG      | Magi                                           | 2014             |                                          | M7Mhash (preuve de travail), mPoS (preuve d'enjeu) | 9 678 056 au 22/03/2020                                                          | Pas de limite | Blockchain conçue pour favoriser les « petits mineurs » en utilisant une preuve de travail cpu-only, et en utilisant une preuve d'enjeu favorisant les petits montants. |
| XVG      | Verge                                          | 2014             | 2 017 297 € au 01/06/2020                |                                                    |                                                                                  | 16 555 000 000 | Cryptomonnaie décentralisée, basée sur le respect de la vie privée. |
| GRC      | Gridcoin                                       | 2014             |                                          | PoR (Preuve de recherche)                          | 145 millions au 07/06/2020                                                       | Pas de limite | Cryptomonnaie récompensant le calcul scientifique effectué via la plateforme BOINC. |
| BAT      | Brave Attention Token                          | 2017             | 280 799 982 USD au 17/12/2020            |                                                    | 1.492 milliards au 17/12/2020                                                    | 1.5 milliards | Cryptomonnaie intégré du navigateur Brave. |
| GDCE     | global decentralized collaboration environment | 2021             |                                          | SHA-3-256 (preuve de travail)                      |                                                                                  | 21 billions | Cryptomonnaie native au marché de services décentralisés globaldce, |

### Plateformes d'échanges
Il existe des plateformes d'échanges de cryptomonnaies dites centralisées (CEX) et d'autres décentralisées (DEX).
Actives
- Bittrex
- Binance
- Bitstamp
- BTER
- Coinbase
- Finary
- Kraken
- Poloniex (en)

Inactives
- Mt. Gox (actuellement fermé, la société s'étant déclarée en faillite au Japon)[164]
- Cryptsy (actuellement fermé à la suite d'un vol d'un nombre important de bitcoins)[165]
- Vault of Satoshi (fermé en 2015)[166],[167]
- Gatecoin (actuellement fermé)

### Cryptomonnaie de banque centrale
Au delà du nouveau système unifié de paiements transfrontaliers proposé par le FMI, la Banque des règlements internationaux (BRI) vise une infrastructure financière globale pour réunir les monnaies numériques des banques centrales (MNBC).

## Caractéristiques, avantages et inconvénients
(mars 2016).

### Avantages
- Conçues pour Internet, elles offrent des alternatives aux systèmes de paiement reposant sur des monnaies avec cours légal. Elles permettent d'augmenter l’accessibilité du commerce en ligne dans les pays en voie de développement[169],[170].
- Transparence : toutes les transactions sont publiques, les propriétaires et les destinataires de ces transactions étant identifiés par des adresses
- La cryptomonnaie ne peut pas facilement être contrefaite ou usurpée. Le protocole de chiffrement est aussi conçu pour être très résistant contre la plupart des menaces informatiques connues, incluant les attaques par déni de service distribué.
- Frais de transfert parfois nuls et inférieurs à ceux des établissements de paiement ou à ceux des sociétés de transfert de fonds (type Paypal, Western Union).
- Transferts rapides de quelques secondes à quelques minutes. Les virements bancaires prennent de quelques secondes à quelques jours pour les montants élevés.
- Transferts possibles à l'échelle mondiale indépendamment du pays.
- Absence d'intermédiaire (établissement de paiement, intermédiaire en services de paiement, banque, dépositaire) : la somme créditée est portée directement à l'adresse de réception.

### Risques et inconvénients
- Volatilité élevée dans un secteur très peu régulé, impliquant des placements à risque[171] et une vulnérabilité aux arnaques (exemple : le 5 mars 2021, John McAfee (inventeur de l'antivirus du même nom) a été inculpé aux États-Unis (ainsi qu'un conseiller exécutif de son équipe) pour avoir frauduleusement promu des crypto-monnaies, et avoir exécuté des manœuvres de manipulation du marché de type pump and dump[172],[173]).
- Risque de déflation/hyperinflation due à création monétaire insuffisante ou trop importante (quantité de Bitcoins limitée à terme par exemple)[174],[175].
- Existence de failles de sécurité permettant divers types de fraudes (ici définis comme fausse déclaration visant à obtenir un avantage (généralement financier)[176],[177] et un nombre croissant d'arnaques sur les cryptomonnaies : En un an, « entre 2017 et 2018, la Commission australienne de la concurrence et de la consommation (2019) a enregistré une augmentation de 190 % des pertes pour les victimes d’escroqueries impliquant des cryptomonnaies ». En 2019, la Financial Conduct Authority du Royaume-Uni a lancé un avertissement au public après que les signalements d’escroquerie aux cryptomonnaies ont triplé (Financial Conduct Authority, 2019)[178] ; les fraudes ont encore bondi de 81 % en 2021 (7,7 milliards de dollars concernés à l'échelle mondiale, soit presque l'équivalent des fraudes aux cartes de crédit aux États-Unis, estimées à 8 milliards de dollars[179].
- Sécurisation par mot de passe et double authentification (comme n'importe quel compte de dépôt ou de paiement), mais parfois insuffisantes : le système Bitcoin, a souvent été présentée comme inattaquable, mais, comme d'autres blockchain, a déjà été confronté à des vulnérabilités de code, y compris via des failles critiques (c'est-à-dire « menaçant l'intégrité de l'ensemble du réseau ») dans certaines versions de Bitcoin Core (ex. : vulnérabilité découverte en 2023, baptisée CVE-2023-37192, qui permettait à des attaquants de modifier les adresses de destination des transactions dans la mémoire de l'application, exposant à des détournement de fonds ; une autre faille (dite faille des ordinals ou CVE-2023-50428), qui sans être un véritable bug selon certains programmeurs, a concerné le logiciel Bitcoin Core (jusqu'à sa version 26.0) et Bitcoin Knots (avant la version 25.1.knots20231115), permettant de contourner les limites de taille des données transportées en les dissimulant sous forme de code. Cette faille a été utilisée pour des inscriptions et des jetons BRC20[180], faisant que « des dizaines de milliers de transactions sont resté ainsi bloquées, en attente d’une confirmation qui tarde, tandis que la mémoire des mineurs arrive à saturation. Cette situation fait mécaniquement exploser les frais sur le réseau »[181] ; les développeurs découvrent en mai 2023 que « Plus de 13,7 % des nœuds actifs dans le monde n’ont pas encore installé une mise à jour critique (contre la faille de sécurité dite CVE-2024-35202), exposant ainsi une partie importante du réseau à un risque de plantage. Selon les développeurs, la faille se situe dans le protocole compact block, un système conçu pour optimiser la transmission des données en réduisant la taille des transactions envoyées entre les nœuds »[182]. Ces problèmes sont généralement corrigés par des mises à jour logicielles, mais l'absence d'automatisation pour ces mises à jour laisse certains nœuds exposés, augmentant les risques pour le réseau. Des failles de sécurité ont aussi été trouvées dans des cryptomonnaies (surtout celles reposant sur des contrats intelligents comme Ethereum et Solana), généralement dues à des erreurs dans le code, complexe, des contrats intelligents)[183] ou à d'attaques ciblant des failles spécifiques (ex. : incidents majeurs sur Ethereum dues à des attaques par reentrancy et/ou à des erreurs de gestion des accès ; alors que sur Solana, des problèmes de vérification des dépendances entre comptes et/ou liés à la gestion des données des contrats ont été identifiés[184]. En outre l'arrivée d'ordinateurs quantiques pourrait faciliter le craquage des mots de passe et d'algorithmes de hachage et peut-être l'émergence d'autres modes d'attaques. Selon un article paru dans Science[185], un ordinateur classique doit explorer tous les chemins possibles pour pirater un algorithme, alors que le recuit quantique permet de contourner les obstacles pour arriver à un objectif, ce qui lui permet de trouver et exploiter plus rapidement les failles d'un algorithme ou d'un système cryptographique.
- L'arrivée de l'informatique quantique pourrait poser deux problèmes : elle compromet à terme les algorithmes de cryptographie comme le RSA, ECC ou le SHA-256 qui assurent la sécurité des blockchains. Des blockchains moins sécurisées risquent d'induire une perte de confiance des utilisateurs ; les parades en cours de développées (telles que le Quantum Resistant Ledger (QRL)et des fonctions de hachage résistantes aux attaques quantiques) mais elles nécessitent des algorithmes résistants au décryptage quantique. 
Enfin de futurs ordinateurs quantiques pourraient résoudre les problèmes cryptographiques complexes si rapidement que le premier mineur quantique pourrait dominer le processus de validation des blocs, compromettant le principe de décentralisation qui fonde la blockchain ; un ordinateur quantique pourrait aussi accélérer la recherche de collisions (c'est-à-dire trouver deux entrées différentes produisant le même hachage)[186]. En 2024, à l'Université de Shanghai des chercheurs chinois affirment[187],[188] avoir pu ainsi, avec une technique dite de « recuit simulé » (équivalent quantique d'un réseaux de neurones) mis en œuvre via l'ordinateur quantique de la société D-Wave, déchiffrer des algorithmes structurés SPN (Substitution-Permutation Network : des types d'algorithmes de chiffrement symétrique largement utilisés, y compris par les armées, pour chiffrer ou sécuriser des données ou des messages... ou les portefeuilles de cryptomonnaies) ; comme Presents (un chiffrement léger basé sur une structure de substitution-permutation (SPN), souvent utilisé dans des dispositifs à ressources limitées), Gift-64 (l'un des chiffrements légers de la famille Gift, plus rapide et plus économe en énergie, tout en étant plus robuste) ou encore Rectangle.2 (Un algorithme basé sur une attaque dite « rectangle », qui est une variante de l'attaque boomerang, utilisée pour évaluer la sécurité des chiffrements).
- Dans tous les cas, un portefeuille ou compte de cryptomonnaie accidentellement perdu(s) (à la suite d'un téléchargement sur une clé USB ou disque dur) l'est définitivement.
- Utilisation croissante par le crime organisé international pour des fraudes, arnaques, le blanchiment d’argent, ou comme vecteur de criminalité. Dès les années 2010, des études montrent que la blockchain peut être et pourra être détournée par le crime organisé à son profit [189], et qu'on manque d'études sur la tromperie et la fausse déclaration à des fins d'enrichissement illégal. Diverses études factuelles et/ou prospectives confirment ceci[190], et sept ans plus tard (en 2022), une revue d'études faites par Trozze et al. montre que la littérature académique a alors déjà « identifié 29 types différents de fraude aux crypto-monnaies ; La littérature grise a porté sur 32 types, dont 14 alors non-identifiés dans la littérature universitaire (soit un total de 47 types différents de fraude) ». Les systèmes de Ponzi et les programmes d’investissement à haut rendement (synonymes) sont ceux qui ont été les plus cités et étudiés dans cette littérature. Un travail de consensus d'experts a classé les systèmes de pompage et de vidage et les rançongiciels comme les menaces les plus rentables et les plus faciles à réaliser, « bien que ces systèmes de pompage et de vidage aient été perçus comme le type de fraude le moins nuisible »[191],[192] ; parmi les exemples courants de fraude figurent  :
  - les ICO fictives : dans un contexte de croissance forte (où de janvier 2016 à août 2019 les ICO ont levé près de 13 milliards de dollars dans le monde), des fraudeurs créent de faux projets avec des sites web alléchants et des documents convaincants, des offres de premières cryptomonnaies gratuites parfois, puis disparaissent après avoir collecté les fonds. Elles snt été très fréquentes en 2017-2018 (escroqueries le plus souvent). La pratique du financement participatif par le biais d’offres de crypto-monnaies est tombée en disgrâce aux États-Unis après que la SEC ait commencé à accuser les émetteurs de cryptomonnaies d'action illégale en offrant des titres non enregistrés (sur le système EDGAR de la SEC), mais ce type de fraude peut se poursuivre hors des Etats-Unis[193] ; un rapport de 2018 du Satis Research Group a étudié environ 1 500 ICO et conclu que 78 % d'entre eux étaient des escroqueries (évalués collectivement à 1,3 milliard de dollars volés aux investisseurs trompés)[194] ; Des projets fictifs se cachent en ne publiant pas de pitchbooks (résumé du projet) ou de livre blanc (présentation détaillée du projet) en prétendant ainsi protéger la propriété intellectuelle ou un supposé secret commercial (si c'est vraiment le cas, les auteurs du projet devraient offrir suffisamment d’informations pour convaincre de la légitimité de leur projet de blockchain et/ou de crypto-monnaie) ; ces informations doivent donc être vérifiables et au moins concerner leurs compétences, leurs réputations et sur le fait qu'ils soient réellement tous participants actifs au projet ...ce qui est une condition nécessaire, mais non suffisante,  pour garantir le succès du projet ou même simplement le rendre possible)[193].
  - les Exit scams : Les développeurs abandonnent le projet après avoir levé des fonds, laissant les investisseurs sans retour sur investissement ;
  - le manipulation de données, avec notamment des fraudeurs qui exagèrent les promesses, ou cachent des informations importantes dans leurs documents de présentation ;
  - l'usurpation d'identité : de nombreux projets (d'ICO par exemple) utilisent de faux noms, de fausses biographies, ou prétendent être associés à des entreprises, experts ou personnalités reconnues.
- Réseau de paiement peu développé, bien qu'en croissance[195].
- De nombreuses cryptomonnaies incompatibles entre elles se développent en parallèle mobilisant des blockchains très énergivores et parfois source de tensions géopolitiques[196] ; la blockchain consomme beaucoup d'énergie, de matériel informatique et contribue directement ou indirectement aux émissions de gaz à effet de serre dues aux activités de minage, croissantes.
- Illégalité dans certains pays.
- Faible impact des cryptomonnaies sur les transactions dans le grand public[197] (~ 150 millions USD / jour en mars 2016 pour Bitcoin).

### Autres caractéristiques
- En cas de décès, il est nécessaire de donner la clé privée pour transmettre l'héritage[198]

#### Aspects bancaires
Pour le premier sous-gouverneur de la Banque de France, "les infrastructures et les activités des crypto-actifs génèrent des risques comparables à ceux des services financiers traditionnels, et qui sont inhérents à la fourniture de services financiers, notamment les risques de crédit, de liquidité et de marché".
Le Comité de Bâle, a souhaité en 2022 des règles plus strictes pour l’exposition des banques aux actifs numériques, dès 2025, pour pousser les banques à renforcer leur bilan et éviter une nouvelle crise financière. Le G20 a publié une déclaration commune, en novembre 2022, pour un cadre international permettant une régulation de type: même activité que la finance traditionnelle, même risque, même régulation.

## Consommation électrique de la preuve de travail
Pour la technologie blockchain chaque échange financier doit être validé, et dans le cas de l'utilisation d'une preuve de travail, cela passe par le calcul d'une preuve cryptographique, exigeant une grande puissance de calcul décentralisée. Cette activité informatique connue sous le nom minage de cryptomonnaie consomme énormément d'électricité. Une étude de Digiconomist révèle que la cryptomonnaie a nécessité 30,25 TWh d'électricité en 2017, une consommation supérieure à celle de beaucoup de pays,,. Selon l’université de Cambridge dans les années 2020, avec une consommation annuelle de 86,6 térawattheures (TWh) le réseau Bitcoin se classe entre la Belgique (81,2 TWh/an) et les Philippines (90,9 TWh/an)
En 2020, Les trois quarts de capacités de minage dans le monde sont basés en Chine (avant les changements légaux concernant les cryptomonnaies,) ; 27 % des mineurs chinois sont dans le Sichuan, province avec une forte production hydroélectrique bas carbone, mais 43 % sont dans le Xinjiang, où 80 % de l'électricité est issue de centrales à charbon. L'énergie renouvelable majeure en Chine, l'hydroélectricité, n'est disponible à bas coût qu'en saison humide. Le reste de l'année la production électrique provient principalement du charbon[source insuffisante].
Une étude réalisée par des scientifiques chinois et publiée en avril 2021 dans la revue scientifique Nature Communications révèle qu'en 2020 le minage est réalisé à 78,9 % en Chine ; les émissions de CO2 dues au minage sur la période du 1er janvier 2016 au 30 juin 2018 sont estimées à 13 millions de tonnes, soit l'équivalent des émissions annuelles du Danemark ; selon les simulations de cette étude, la consommation d'énergie du minage en Chine pourrait atteindre 297 TWh en 2024, soit 5,4 % de la production d'électricité de la Chine, causant des émissions de CO2 de 130 millions de tonnes, équivalant à celles de la République Tchèque et du Qatar.
Depuis juin 2021, la Chine est en croisade contre la production de Bitcoins, les autorités de la région du Sichuan ont exigé la fermeture immédiate de 26 fermes de minage. Le Sichuan est la deuxième plus grande province minière de Bitcoins, selon les données compilées par l'Université de Cambridge. Avant le Sichuan, qui tire son électricité des barrages hydroélectriques, d'autres provinces, comme le Xinjiang, la Mongolie intérieure, le Qinghai ou le Yunnan ont ordonné des mesures contre l'extraction de Bitcoins. D'après le quotidien du Parti communiste « Global Times », 90 % des installations chinoises auraient été fermées ces dernières semaines.
Confronté à une crise de l'énergie, le Kosovo décide en janvier 2022 d'interdire le minage de cryptomonnaies sur son sol.
La validation des transactions sur la chaîne de blocs (blockchain) est énergivore, aucun protocole alternatif à la preuve de travail (proof-of-work, PoW) n’a été trouvé permettant une cryptomonnaie décentralisée, publique, sécurisée et qui aurait une empreinte carbone négligeable.